# Общевойсковой бой
Общевойсковой бой — основная форма ведения боя современных армий, в которой усилия соединений, подразделений и частей различных родов сухопутных войск объединяются и координируются с действиями других видов вооружённых сил: ВВС, военно-морского флота и тому подобное.
Общевойсковой бой может вестись только общевойсковыми соединениями, которые имеют в своём составе:
- различные виды сил и средств, оснащённыx разнообразной техникой и вооружением,
- подразделения боевого обеспечения (такие как РХБЗ, инженерные части и так далее)[3].

Общевойсковой бой является составной частью фронтовых, армейских, корпусных или флотских операций, может быть как наступательным, так и оборонительным. Требует тщательной организации, поддержания тесного взаимодействия частей на всех уровнях, характеризуется повышенной ролью общевойскового командира и его штаба.

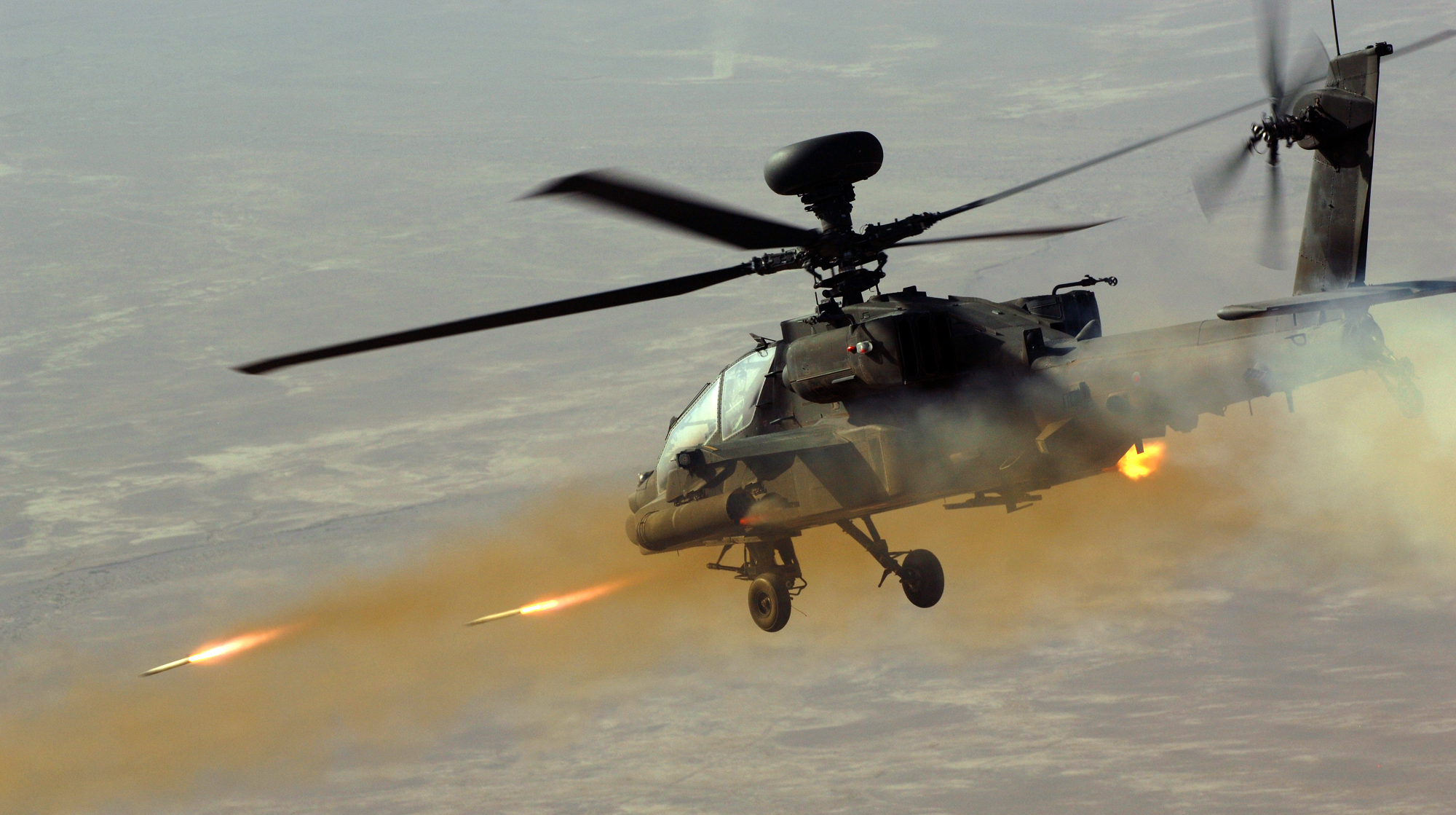
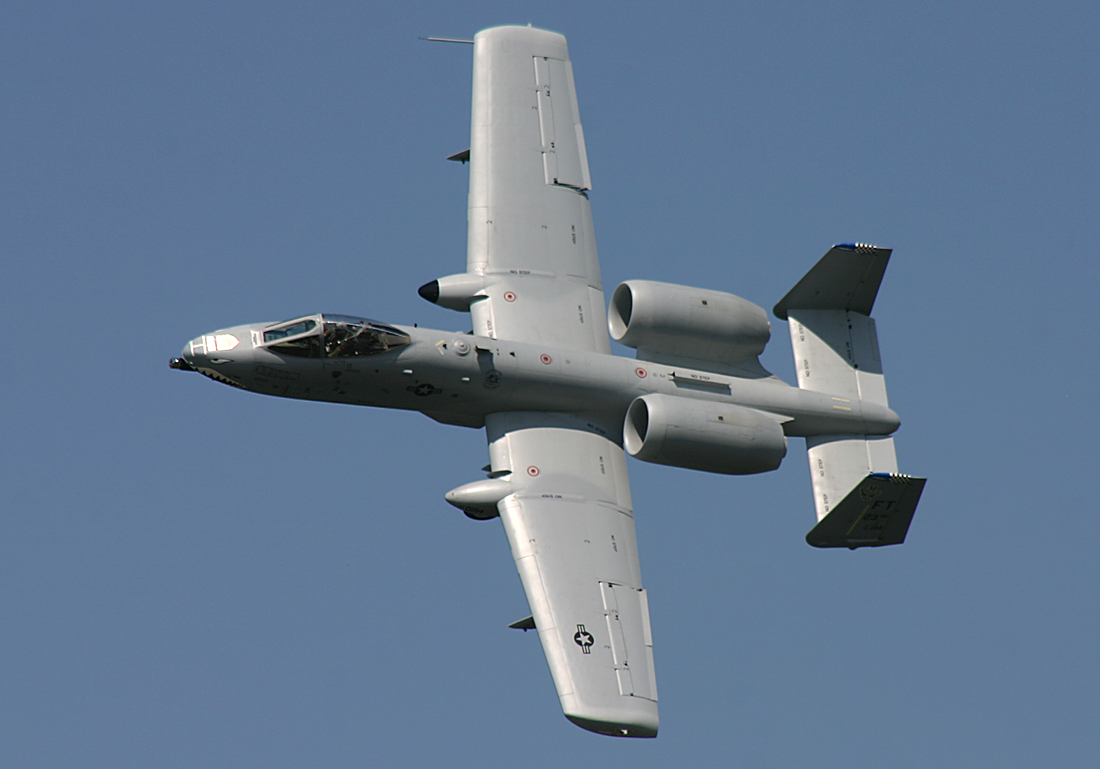
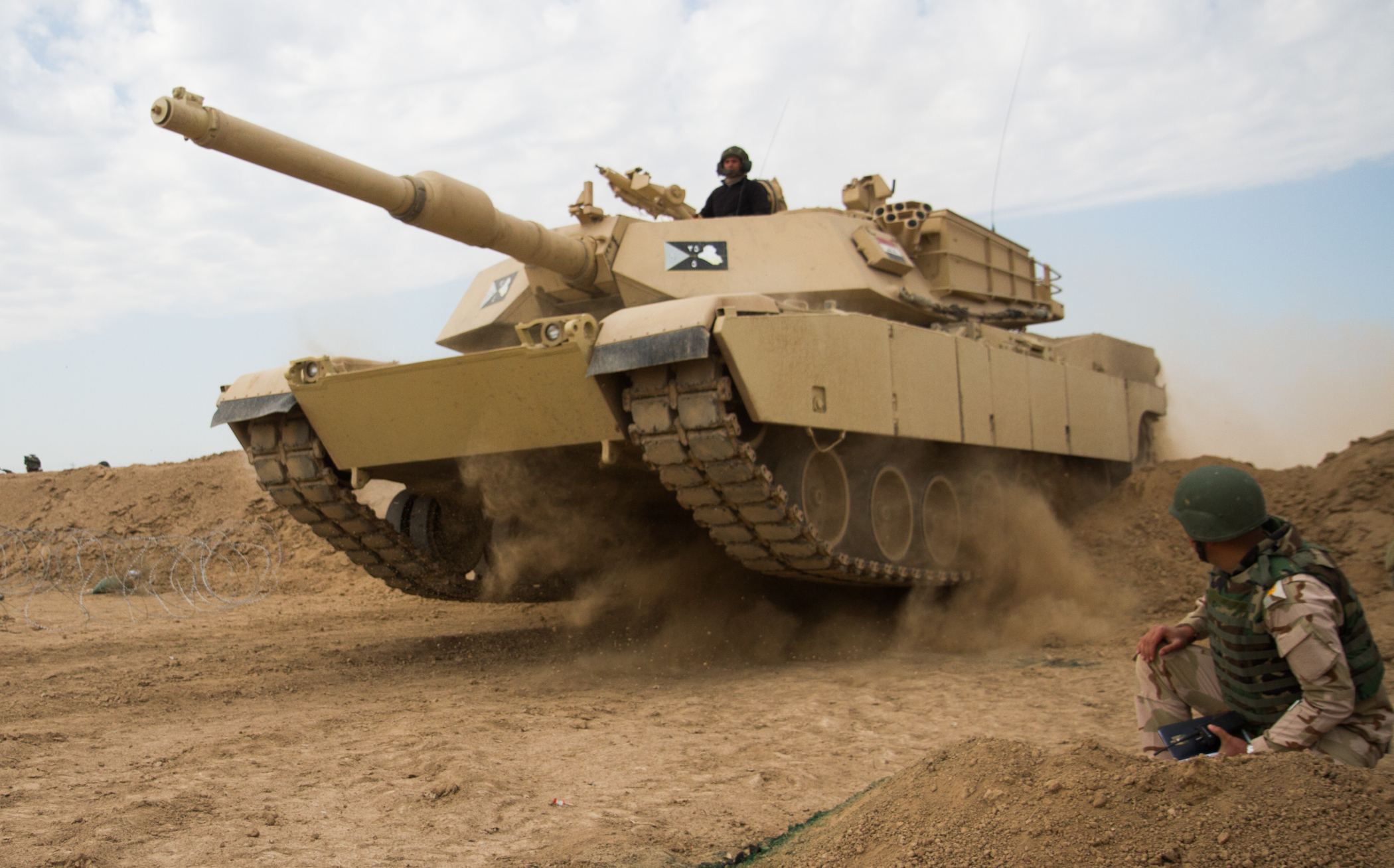
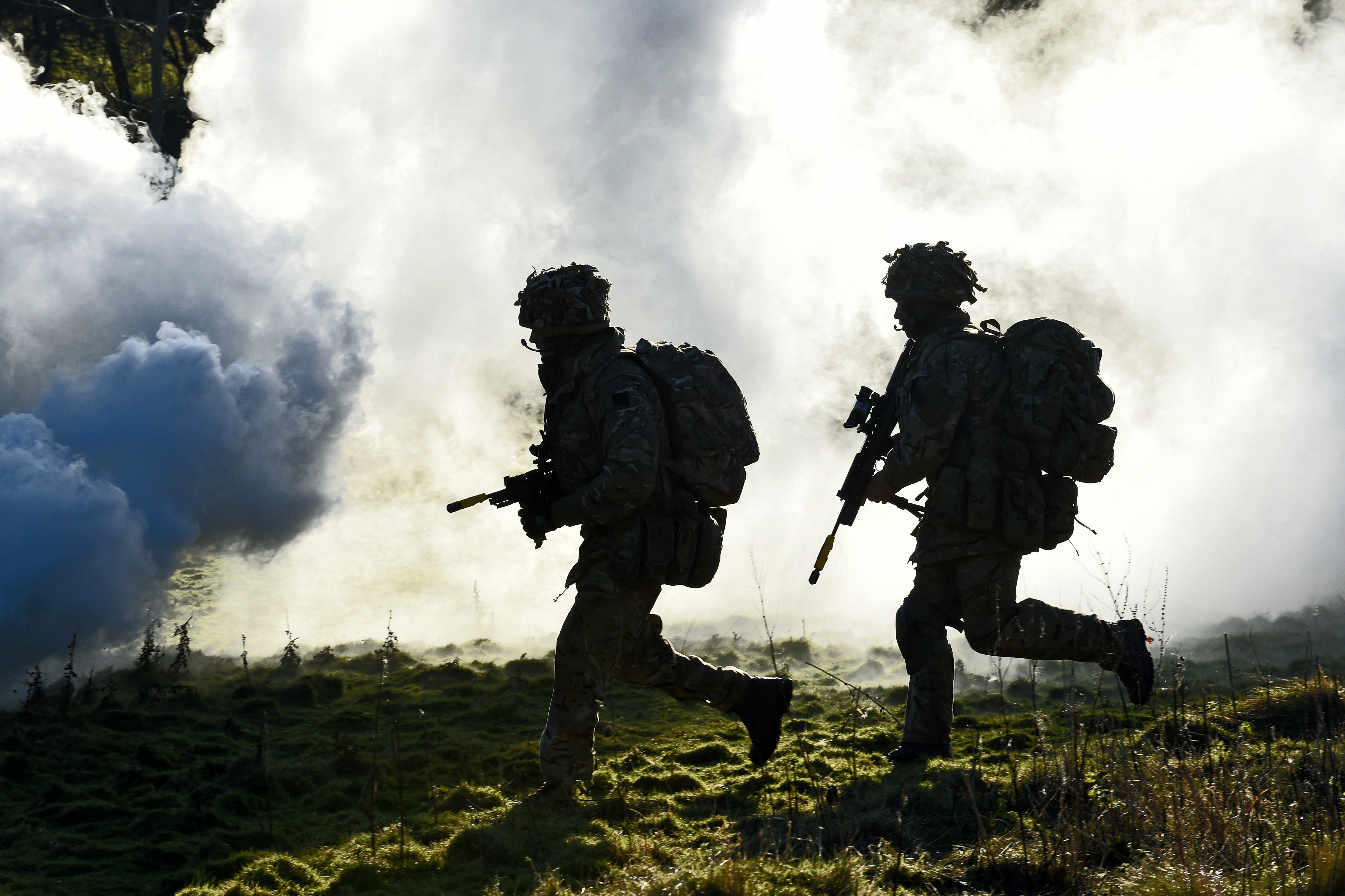
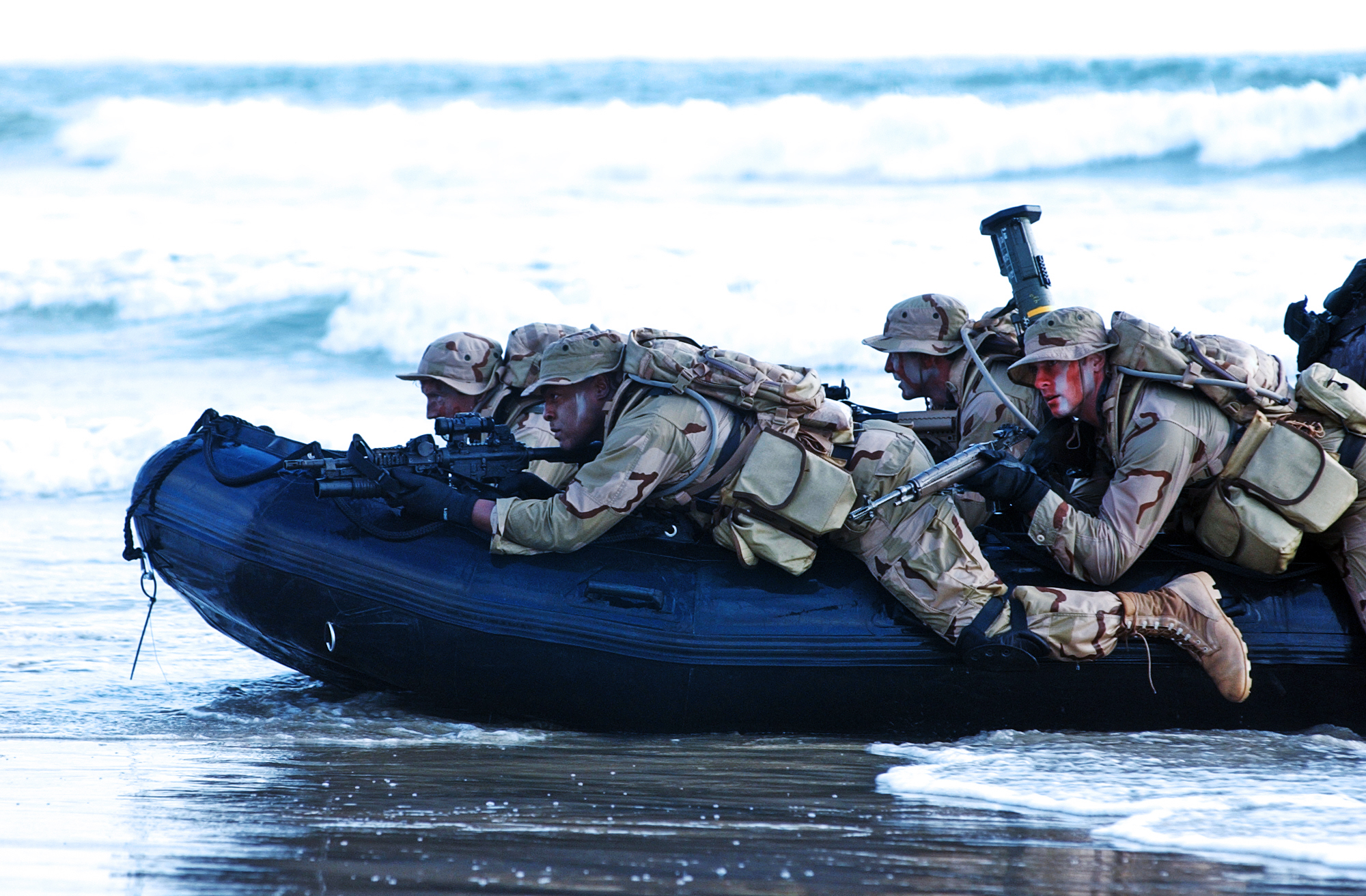
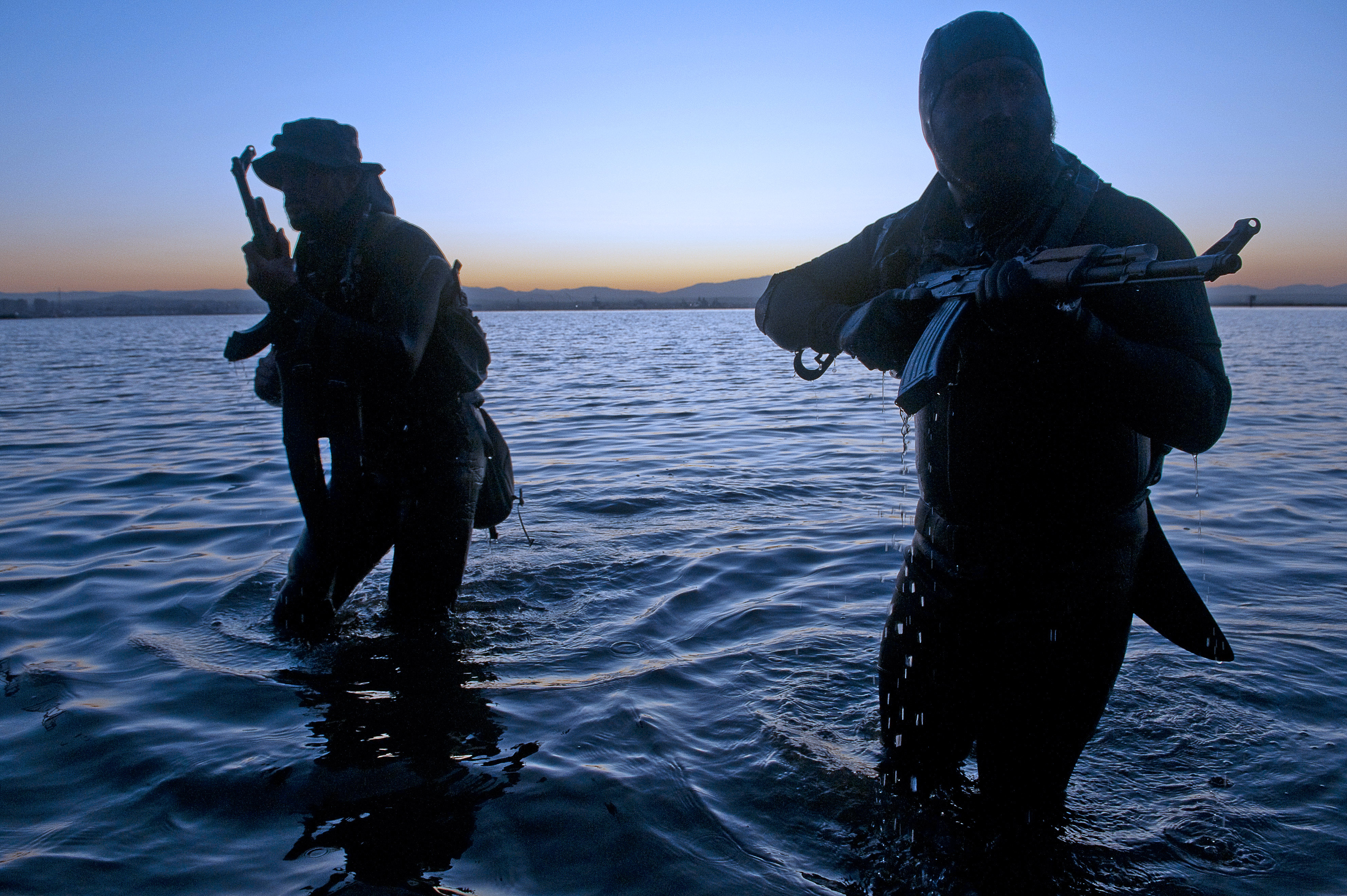